# Phare de South Rona
Le phare de South Rona ou phare de Rona (en gaélique écossais : Rònaigh,) est un phare qui se situe sur l'île de South Rona (du groupe Skye) dans l'archipel des Hébrides intérieures, dans le comté de Highland à l'ouest de l'Écosse.
Ce phare est géré par le Northern Lighthouse Board (NLB) à Édimbourg,l'organisation de l'aide maritime des côtes de l'Écosse.

## Histoire
L'Île de Rona est souvent appelée South Rona pour la distinguer d'une autre Rona North Rona qui a possède aussi un phare au nord des Hébrides extérieures. L'île de Rona est au nord de l'île Raasay et au nord-est de la grande île de Skye.
Le phare a été conçu par les ingénieurs civils écossais David Stevenson et Thomas Stevenson en 1857. C'est une tour ronde en maçonnerie de 13 m de hauteur, avec galerie avec une rambarde ocre et une lanterne noire, proche d'une double maison de gardien d'un seul étage. La station est peinte en blanc est ceinte d'un mur de pierre.
Le phare est au nord de l'île, et émet un flash blanc toutes les 12 secondes, marquant le Sound of Raasay à l'ouest et le Inner Sound à l'est. L'île est inhabitée depuis les années 1920 mais reste populaire comme destination isolée de vacances, accessible seulement par bateau.
Identifiant : ARLHS : SCO-185 - Amirauté : A3904 - NGA : 3660.

### Lien connexe
- Liste des phares en Écosse